# Galactus
Galactus (/ɡəˈlæktəs/) este un personaj fictiv care apare în benzile desenate americane publicate de Marvel Comics. Fost om muritor, el este o entitate cosmică care consumă planete pentru a-și susține forța vitală și joacă un rol important în întreținerea continuității primare Marvel. A fost creat de Stan Lee și Jack Kirby și a apărut pentru prima dată în Fantastic Four #48 (martie 1966).
Lee și Kirby au vrut să introducă un personaj care să fie diferit de răufăcătorul standard. În prima apariție a personajului, Galactus a fost înfățișat ca o figură asemănătoare unui zeu care se hrănea prin absorbția energiei planetelor vii și făcea asta fără a ține cont de cea ce gandeau sau modul în care judecau ființele muritoare.
Originea inițială a lui Galactus a fost aceea a unui Taa-un explorator spațial pe nume Galan care a dobândit abilități cosmice după ce a leșinat lângă o stea, dar scriitorul Mark Gruenwald a dezvoltat în continuare originile personajului, prezentând pe Taa și Galan ca existenți în univers înainte de Big Bang care a început configurarea universului primar actual. Pe măsură ce universul lui Galan s-a încheiat, el s-a contopit cu „Sentința Universului” pentru a deveni Galactus, o entitate care deținea o astfel de putere cosmică încât a necesitat devorarea planetelor întregi pentru a-și susține existența. Conținutul suplimentar creat de John Byrne, Jim Starlin și Louise Simonson a explorat rolul și scopul lui Galactus în Universul Marvel și a examinat acțiunile personajului prin teme de genocid, destin manifest, etică și existență naturală/necesară. Însoțit frecvent de un Vestitor (cum ar fi Silver Surfer ), personajul a apărut atât ca antagonist, cât și ca protagonist în roluri centrale și secundare. De când a debutat în Epoca de argint a benzilor desenate, Galactus a aparut în peste cinci decenii de continuitate Marvel.
Personajul a fost prezentat în alte media Marvel, cum ar fi jocuri arcade, jocuri video, seriale de televiziune animate și filmul Fantastic Four: Rise of the Silver Surfer (2007). În 2009, Galactus s-a clasat pe locul 5 pe lista IGN de „Top 100 Comic Book Villains”, care a citat „prezența mai mare decât viața” a personajului ca fiind unul dintre cei mai importanți răufăcători creați vreodată. IGN a mai remarcat că „Galactus este unul dintre puținii răufăcători de pe lista noastră care sfidează cu adevărat definiția unui răufăcător”, deoarece personajul este obligat să distrugă lumi din cauza foametei sale, mai degrabă decât din motive rău intenționate.